# Carl Wilhelm Kolbe der Ältere

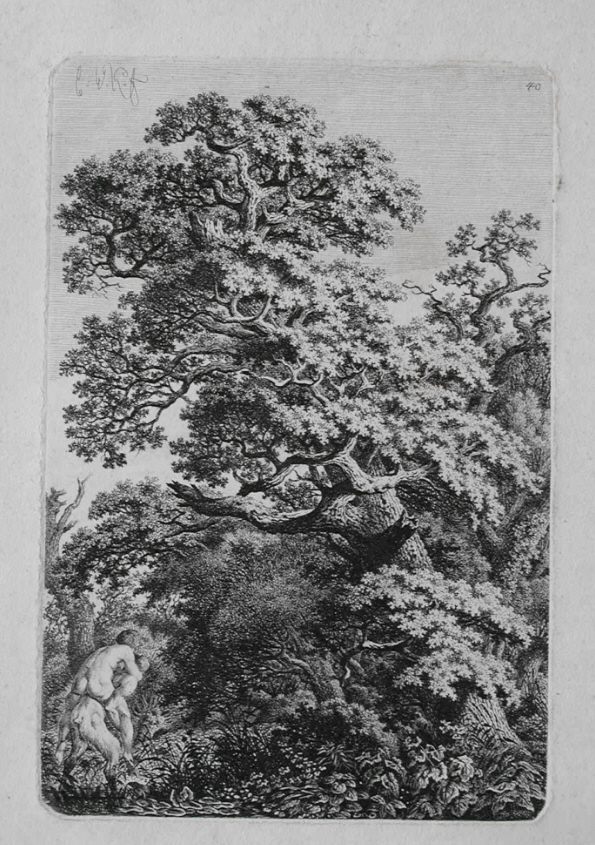
Carl Wilhelm Kolbe d. Ä.: Waldstück mit knorriger Eiche (Satyr entfuehrt Nymphe), um 1800

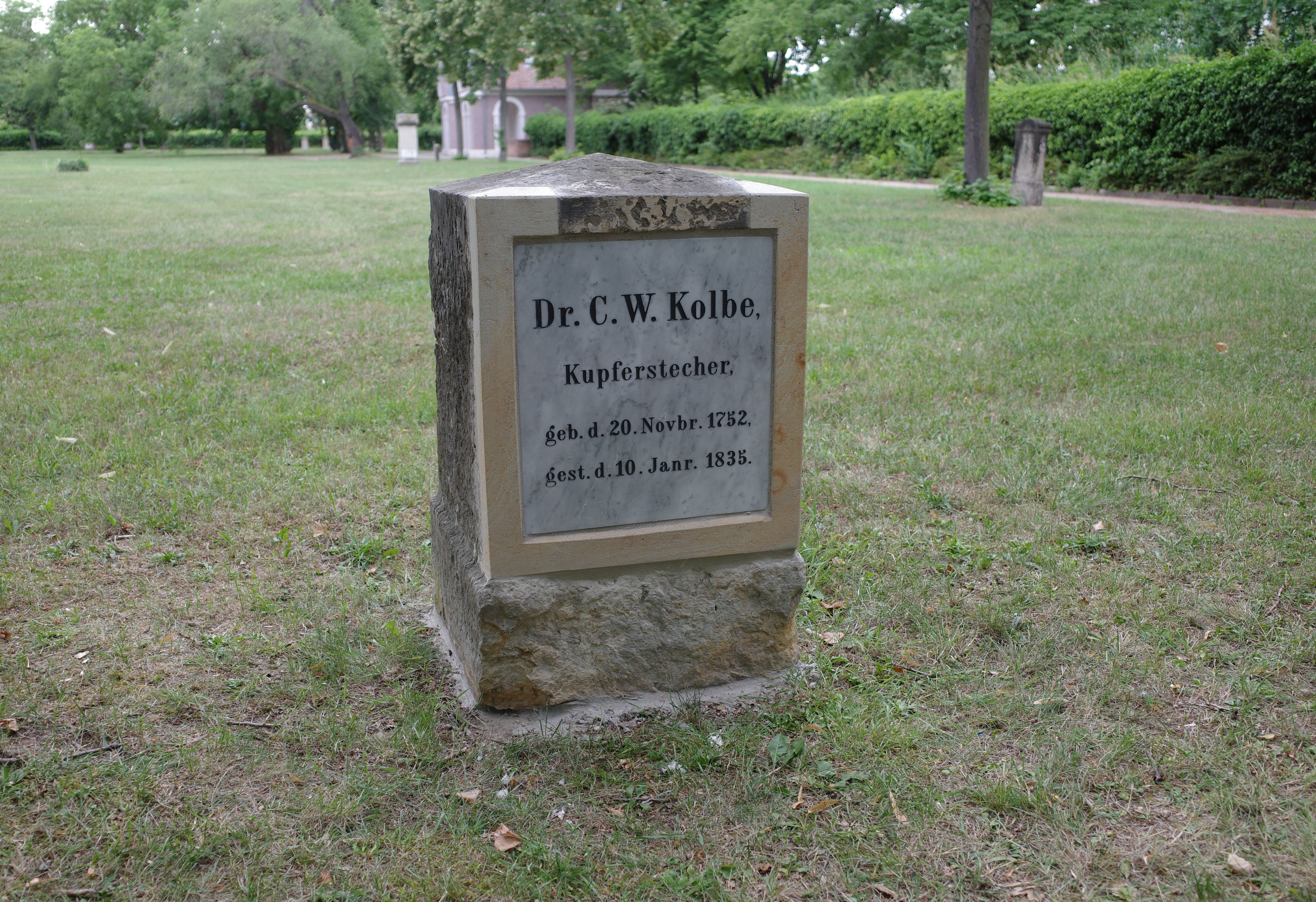
Ruhestätte auf dem Neuen Begräbnisplatz in Dessau

Carl Wilhelm Kolbe (auch Karl Wilhelm K.) (* 20. November 1757 (9. November 1759 [Taufdatum]) in Berlin; † 13. Januar 1835 in Dessau) war ein deutscher Maler, Grafiker und Schriftsteller.

## Leben
Kolbe kam als Sohn des Goldstickers und Tapetenmachers Christian Wilhelm Kolbe und dessen Frau Anne, geb. Rollet, in Berlin zur Welt. Dort besuchte er ein französisches Gymnasium: „Meine Bildung war französisch. Ich bin in französischen Schulen zum Jüngling geworden. Mein ästhetisches Gefühl hat sich gleichsam in französischer Luft entfaltet“. Nach seinem Schulabschluss war er zunächst kurzzeitig Forstschreiber für den Grafen von Schulenburg-Kehnert. 1780 ging er nach Dessau als Privatlehrer für den anhaltinischen Erbprinzen, erhielt aber zugleich eine Anstellung als Lehrer für Französisch am Philanthropin Dessau. Hier begann Kolbe auch schriftstellerisch tätig zu werden. 1782 kehrte er nach Berlin zurück und begann, angeregt von seinem entfernten Verwandten Daniel Chodowiecki, zu malen und zu zeichnen. Nach einem gescheiterten Versuch eines Jura-Studiums in Halle (1782 bis 1784) ging Kolbe wieder nach Dessau als Lehrer an das Philanthropin zurück, dieses Mal für Französisch und Kunst.
1793 entschied sich Kolbe endgültig für eine Künstlerlaufbahn und zog wieder nach Berlin, wo er Schüler von Asmus Carstens, Johann Wilhelm Meil (1733–1805) und Daniel Chodowiecki an der Akademie wurde. Am 26. November 1795 wurde er als ordentliches Mitglied in die Akademie aufgenommen. Schon Anfang dieses Jahres war er einem Ruf von Leopold III. Friedrich Franz von Anhalt-Dessau nach Dessau an eine neu zu gründende Zeichnungs-Akademie gefolgt, die jedoch nicht zustande kam. Stattdessen war er ab 1796 als Französisch- und Zeichenlehrer an der Hauptschule (dem späteren Friedrichsgymnasium) in Dessau tätig. Gleichzeitig erschienen seine ersten Radierungsmappen mit Landschaftsdarstellungen. Er wurde 1798 zum Hofkupferstecher ernannt und war unter anderem Zeichenlehrer des Herzogs Leopold Friedrich. 1805 bis 1808 war er mit Erlaubnis des Fürsten für drei Jahre zu Gast bei der Familie Salomon Gessners in Zürich und fertigte Radierungen nach dessen Gemälden.
Neben seiner künstlerischen Tätigkeit verfasste er Schriften im Geiste eines sprachstruktural-ästhetischen Sprachpurismus und erwarb sich so einen Ruf als „Sprachreiniger“. Für seine philologischen Publikationen verlieh ihm die philosophische Fakultät der Universität Halle 1810 den Grad eines „Doctoris philosophiae et artium liberalium“.
An die Erfolge seiner ersten Landschaftsdarstellungen und der Radierungen nach Gessner konnte Kolbe nicht mehr anschließen und hatte Schwierigkeiten, zahlende Verleger für seine späteren Werke zu finden. 1825 erschien seine Autobiografie, 1829 ging er in den Ruhestand. Kolbe starb 1835 in Dessau.
Der Maler Karl Wilhelm Kolbe der Jüngere ist sein Neffe. Kolbes künstlerischer Nachlass fiel an seinen langjährigen Schüler, den Dessauer Konsistorialpräsidenten und Stiftungsrat Karl (auch Carl) Mohs (1797–1871), dessen Erben noch heute etwa die Hälfte der Platten und Zeichnungen Kolbes besitzen.

## Werk

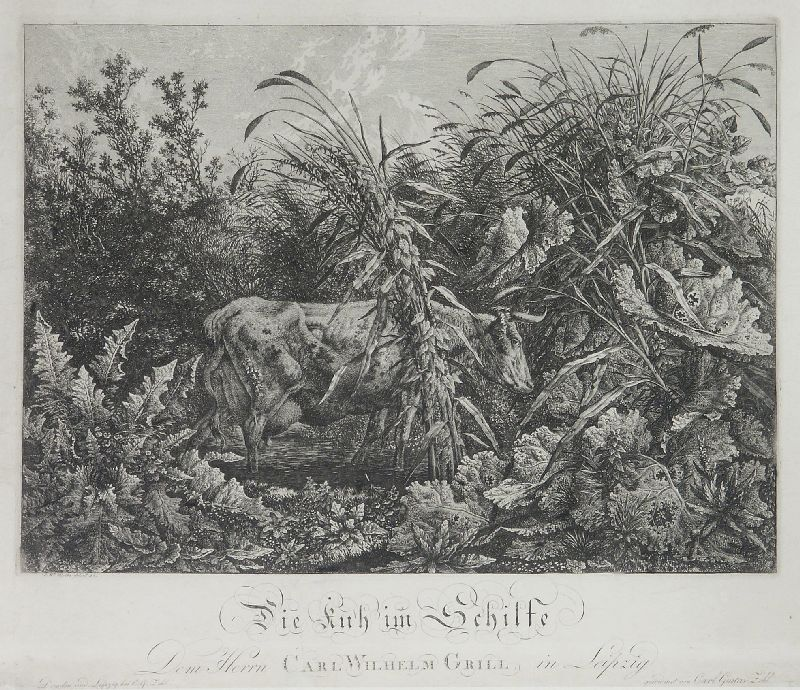
Carl Wilhelm Kolbe d. Ä.: Die Kuh im Schilfe

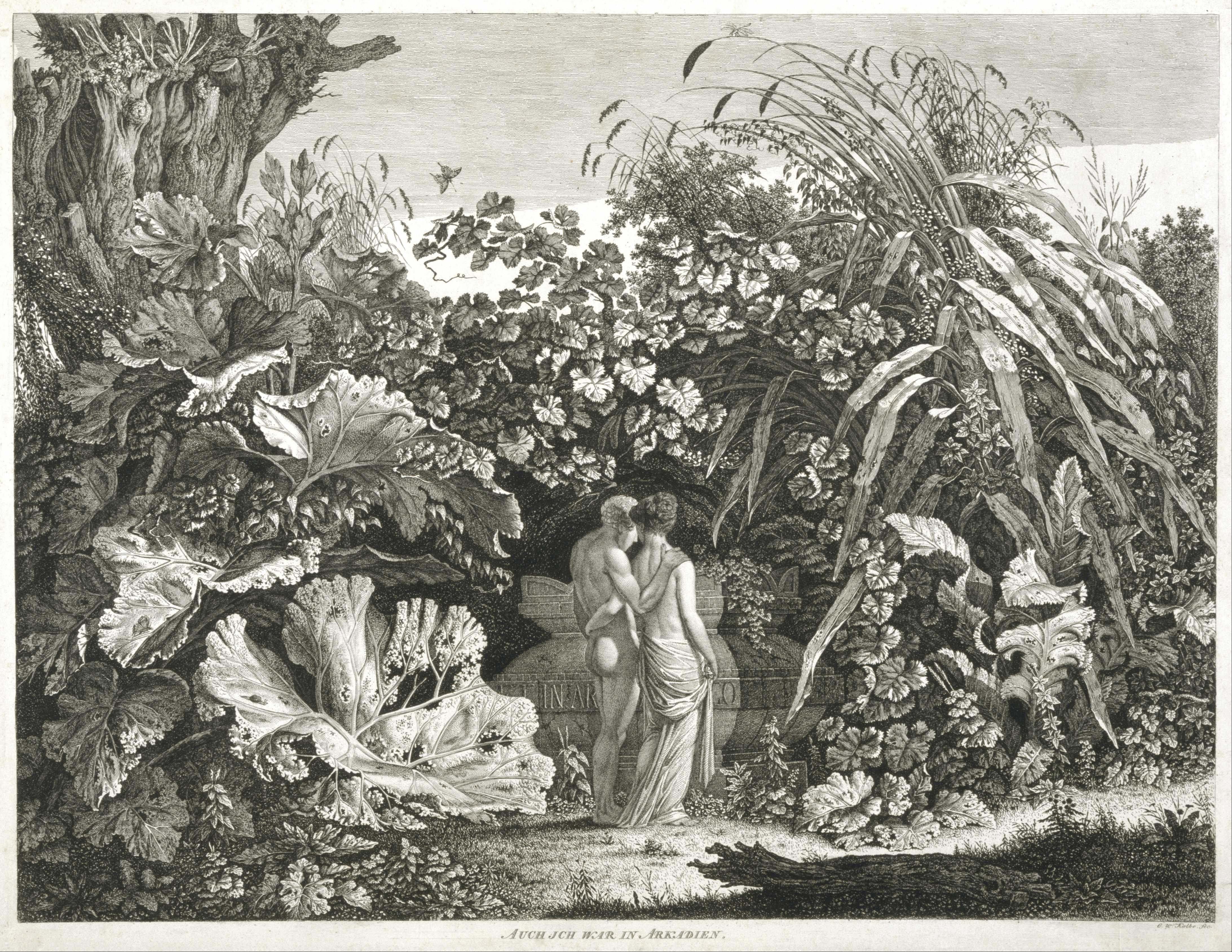
Carl Wilhelm Kolbe d. Ä.: Auch ich war in Arkadien, 1801

Schon in seiner ersten Dessauer Zeit zeichnete Kolbe hauptsächlich Landschafts- und Pflanzendarstellungen aus der Dessauer Umgebung. Aufgrund der besonders charakteristischen Radierungen von Eichen wurde er später mit dem Spitznamen „Eichen-Kolbe“ belegt.
Er wurde besonders bekannt durch seine „Kräuterblätter“, 28 radierte Ansichten von Sumpfvegetation, die durch ihre außergewöhnliche Perspektive und den surrealistisch anmutenden Bildaufbau auffallen. Künstler wie Max Ernst wurden von diesen angeregt. Kolbe kombinierte die genau beobachteten Naturdetails mit im Maßstab winzigen idyllischen Figurengruppen, so dass die Vegetation die Dimension von Urwäldern annimmt.
Kolbes schriftstellerisches Werk ist heute weitgehend vergessen.

## Werke
Sammlungen von Radierungen
- Blaetter groesstentheils Landschaftlichen Inhalts in fünf Lieferungen, 1796–1800
- Folge von sechs kleinen idyllischen Landschaften, um 1800
- Folge von vier Landschaften in Waterloos Manier, 1802/1803
- Collection des Tableaux en Gouache et des Dessins de Salomon Gessner, 25 Grafiken, 1806–1811
- Neue Sammlung Radirter Blätter in sechs Lieferungen, um 1815–1828

Schriften
- Exposé de l’état actuel de l’établissement d'éducation fondé à Dessau. Leipzig 1785.
- Über den Wortreichthum der deutschen und französischen Sprache und beider Anlage zur Poesie. 2 Bände. Reclam, Leipzig 1806–1809. 2. Auflage 1818–1820.
- Über Wortmengerei, Sprachreinheit und Sprachreinigung. Anhang zu der Schrift „Über den Wortreichthum [...]“. Berlin 1809. 2. Auflage 1812. 3. Auflage 1823.
- Noch ein Wort über Sprachreinheit gegen Herrn K. Reinhart. Berlin 1815.
- Beleuchtung einiger öffentlich ausgesprochener Urtheile über und gegen die Sprachreinheit. Dessau 1818.
- Mein Lebenslauf und mein Wirken im Fache der Sprache und der Kunst. Reimer, Berlin 1825.